# Lampe à diode électroluminescente
La lampe à diode électroluminescente, dite en français lampe à DEL, parfois utilisant l'acronyme anglais lampe à LED ou lampe LED est un type de lampe électrique qui utilise des diodes électroluminescentes, lesquelles mettent en œuvre le phénomène d'électroluminescence.

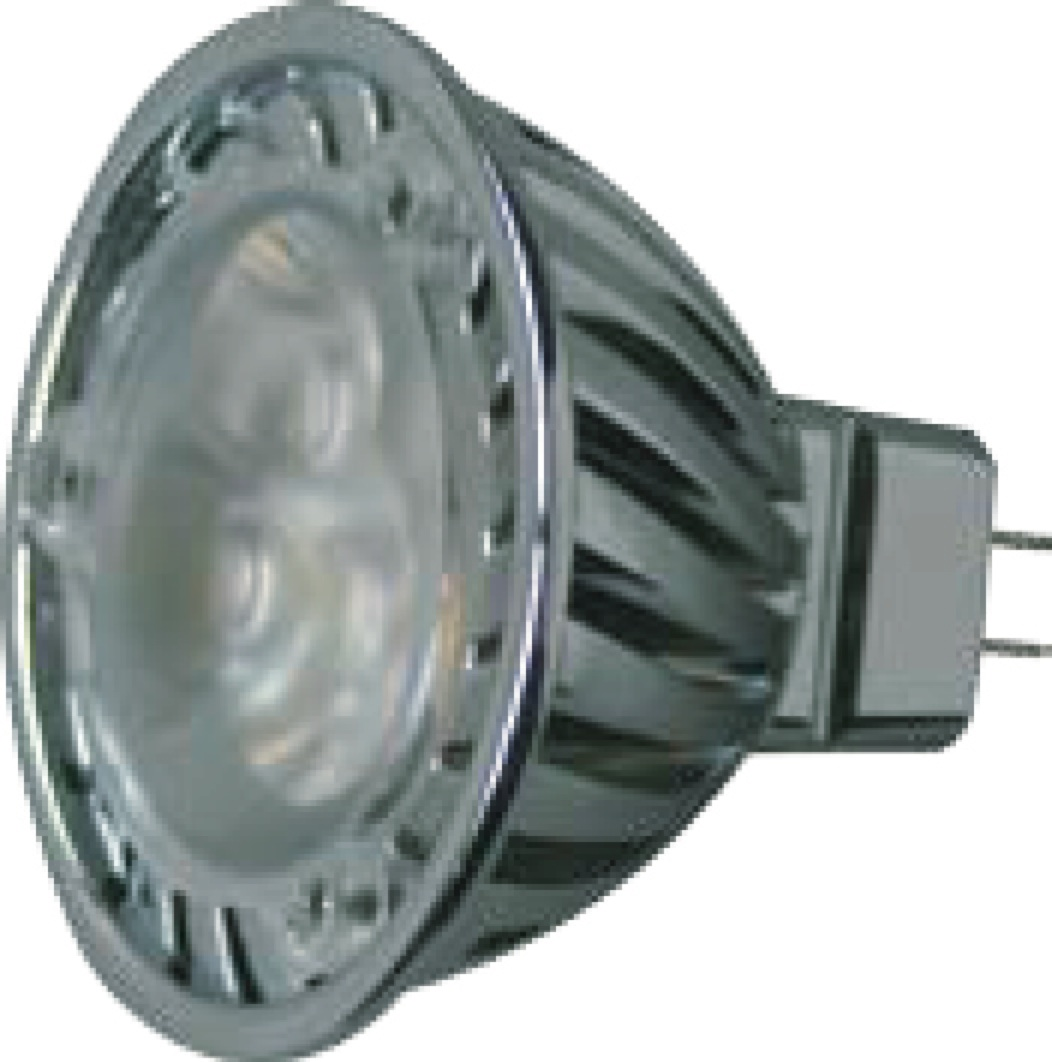
Lampe à DEL GU4.

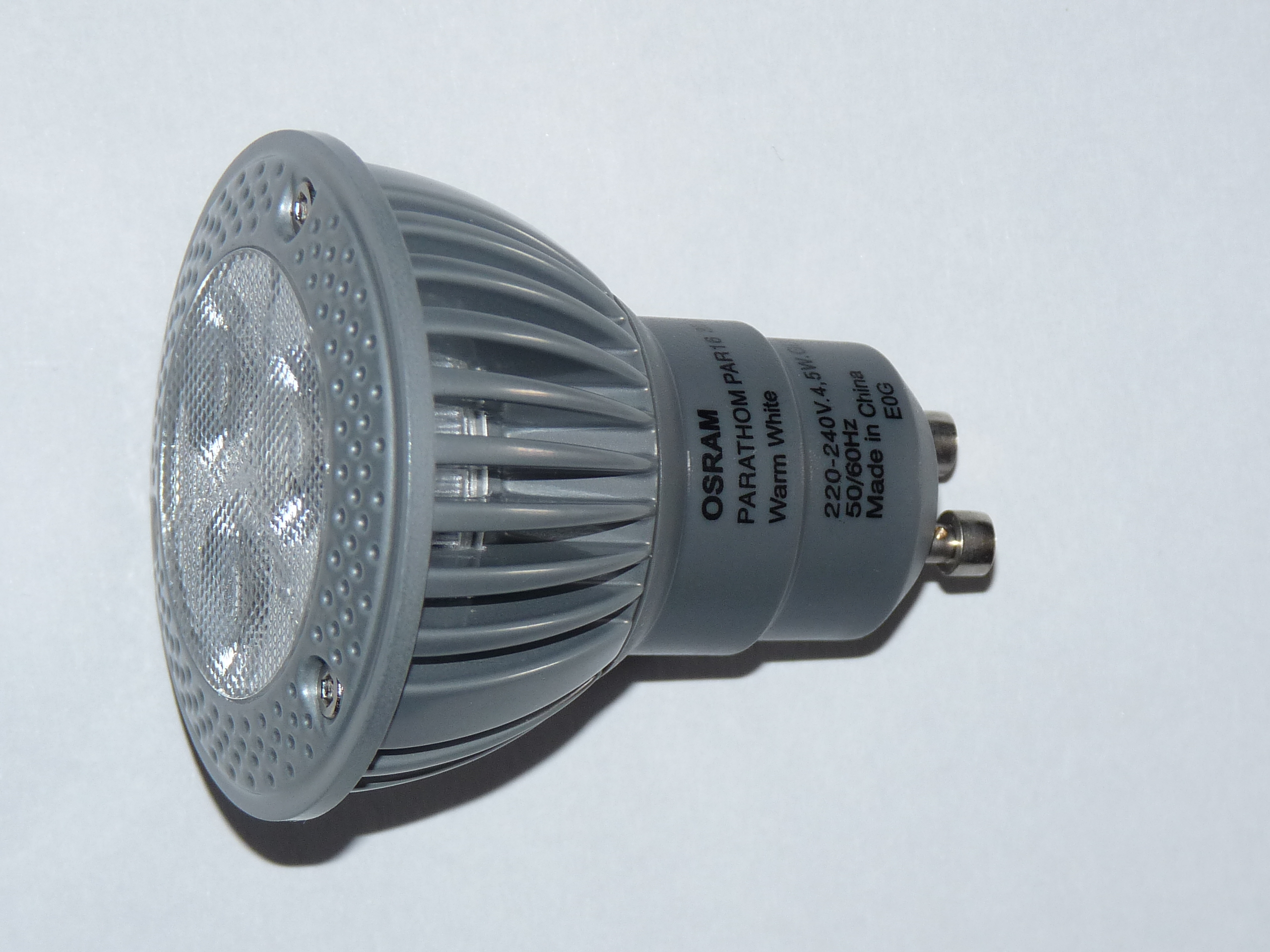
Lampe à DEL CEI GU10.

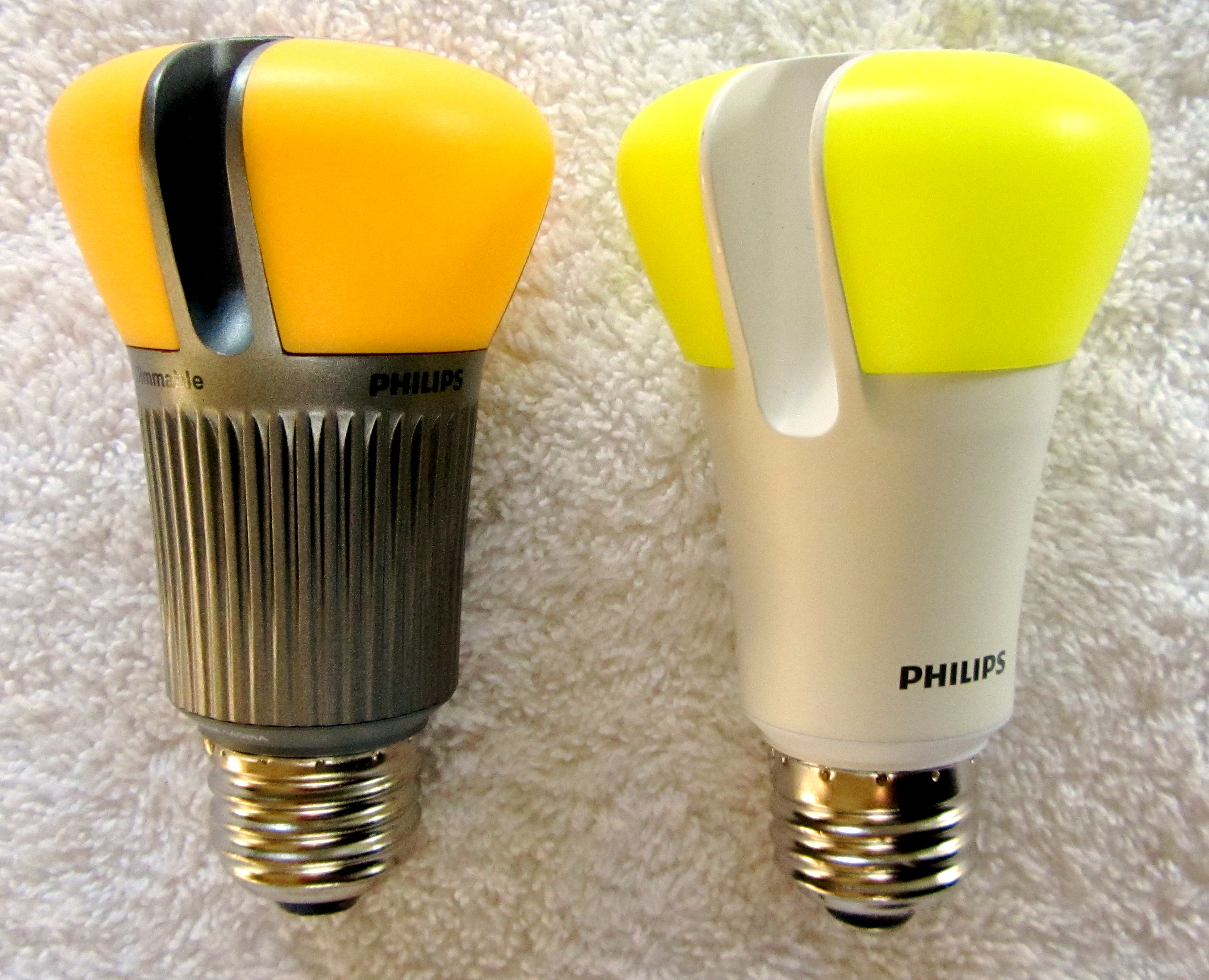
Lampes à DEL à culot à vis Edison E27 (27 mm).

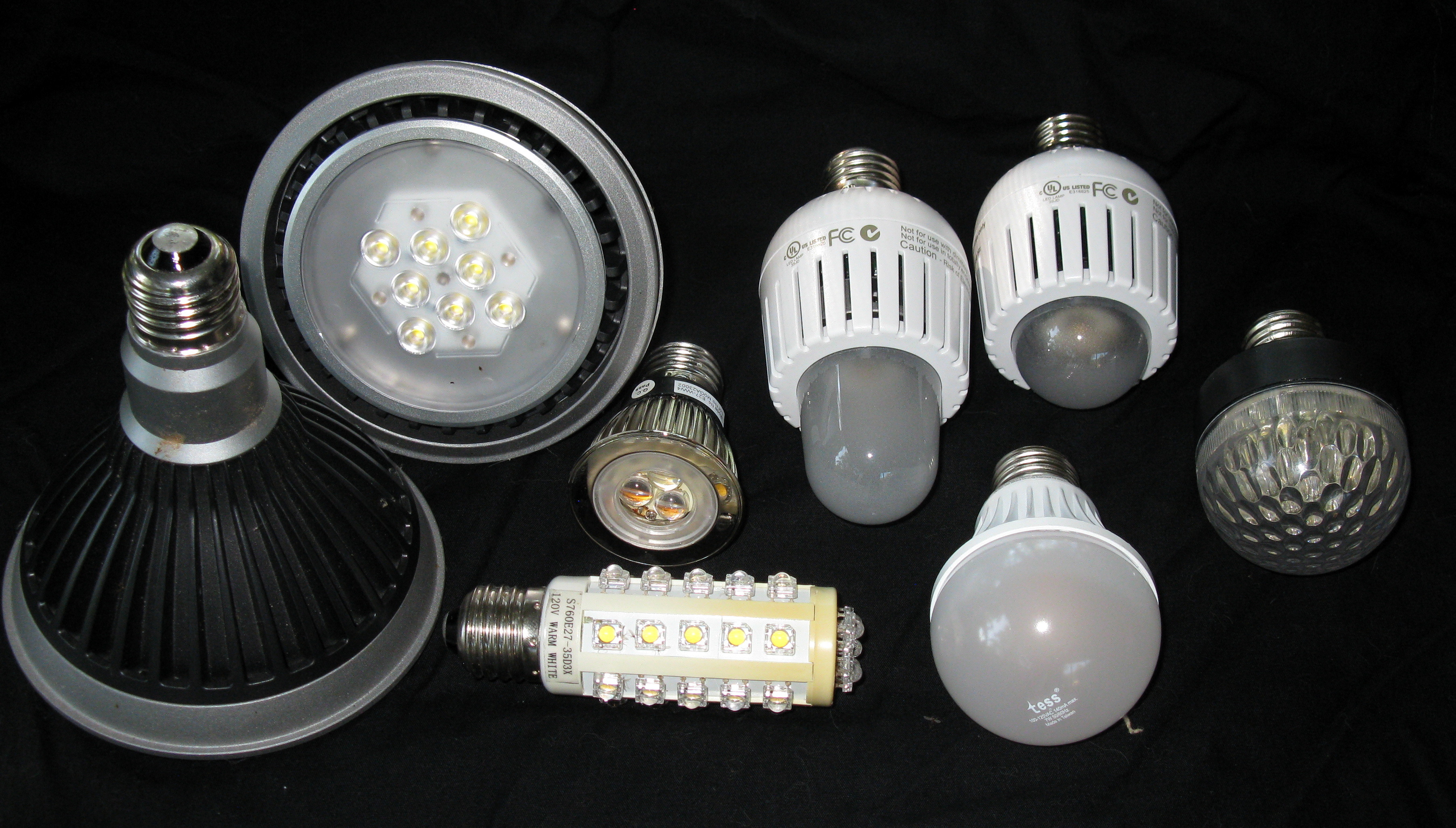
Lampes à DEL.

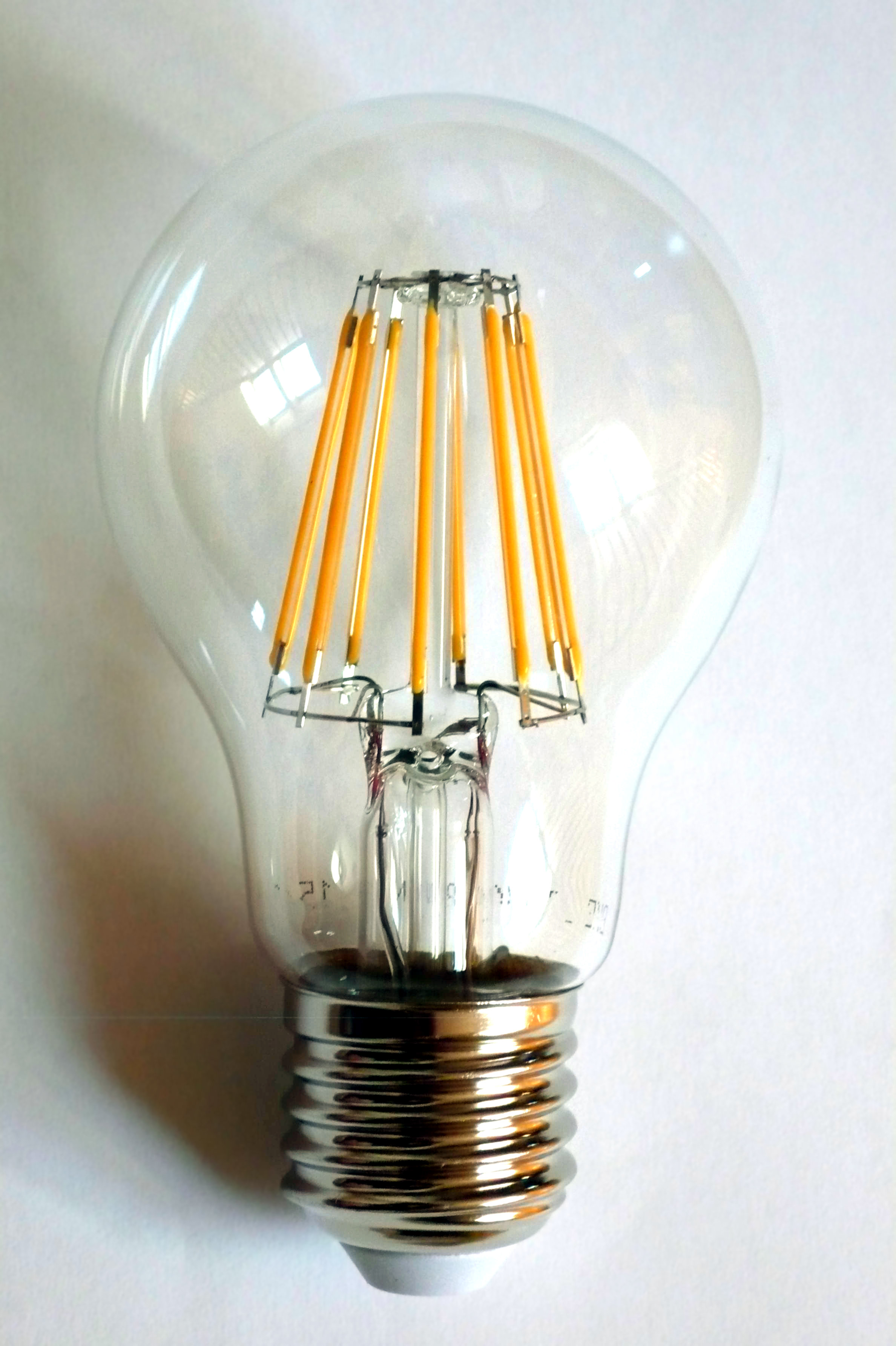
Une ampoule DEL à « filaments » 230 volts avec un culot à vis E27 Edison. Les filaments sont les parties « verticales » en jaune pâle.

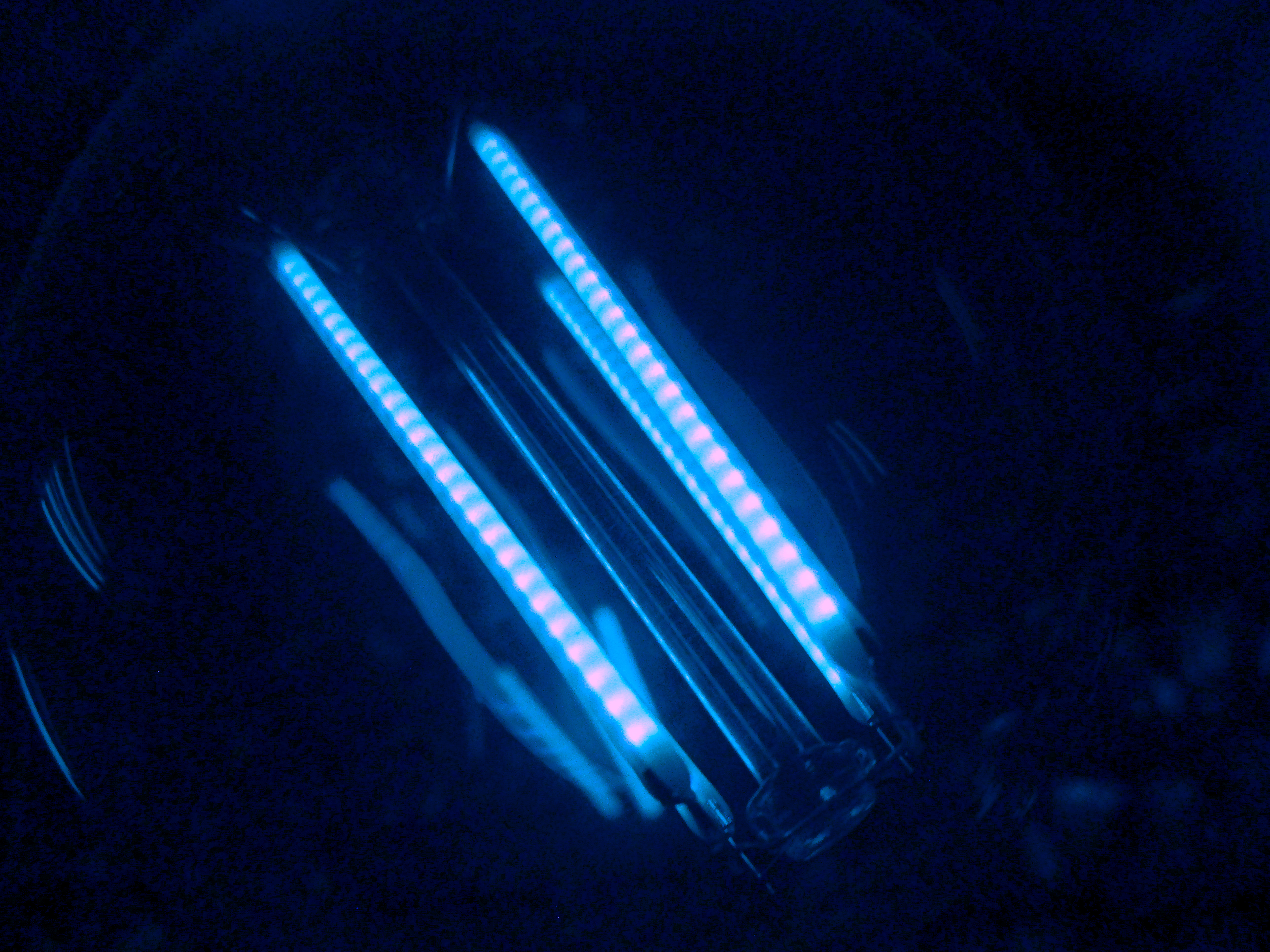
Une ampoule DEL équivalente allumée vue au travers d'un filtre.

## Historique
Historiquement, l’électroluminescence a d’abord permis l’essor des diodes électroluminescentes pour constituer des voyants lumineux en raison de leur tension d'alimentation adaptée à l'électronique et de leur longue durée de vie (témoins de veille ou de fonctionnement d'appareils électriques, signalisation, etc.). Puis, à la suite des avancées technologiques et de l'augmentation des puissances et du rendement lumineux, des lampes basées sur cette technologie ont été développées et produites de façon industrielle.
Après l'interdiction en Europe des lampes à incandescence classiques en 2012, puis des lampes à incandescence halogènes en 2018, et du fait d'une meilleure durée de vie, d'une consommation plus faible et de prix en baisse, la part de marché des lampes à DEL ne cesse d'augmenter, dans le domaine de l'éclairage domestique, mais aussi dans des lieux publics comme le métro parisien,.

### Chronologie
- 1907 : Henry Round est le premier à mettre en évidence un phénomène d'électroluminescence[4].

- 1927 : Oleg Lossev dépose une première demande de brevet de ce qui sera appelé, bien plus tard, une diode électroluminescente.
- 1962 : Nick Holonyak Jr., consultant chez General Electric invente la première DEL à spectre visible utilisable.
- Dans les années 1990, les recherches, entre autres, de Shuji Nakamura et Takashi Mukai de Nichia, dans la technologie des semi-conducteurs InGaN permirent la création de DEL bleues[5].

- Le 7 octobre 2014, les trois chercheurs japonais Shuji Nakamura, Isamu Akasaki et Hiroshi Amano à l'origine de la première DEL bleue à forte puissance[6] lumineuse ont reçu le prix Nobel de physique[7].

## Points forts et faiblesses
| Technologie               | Efficacité lumineuse en lumen/watt | Durée de vie moyenne (heures) |
| ------------------------- | ---------------------------------- | ----------------------------- |
| Lampe à incandescence     | 5 à 15 lm/W                        | 1 000 à 2 000 h,              |
| Lampe halogène            | 10 à 25 lm/W                       | 2 000 à 3 000 h               |
| Lampe fluorescente        | 70 à 120 lm/W                      | 6 000 à 15 000 h              |
| Lampe électroluminescente | 20 à 250 lm/W                      | 15 000 à 50 000 h,            |

### Avantages

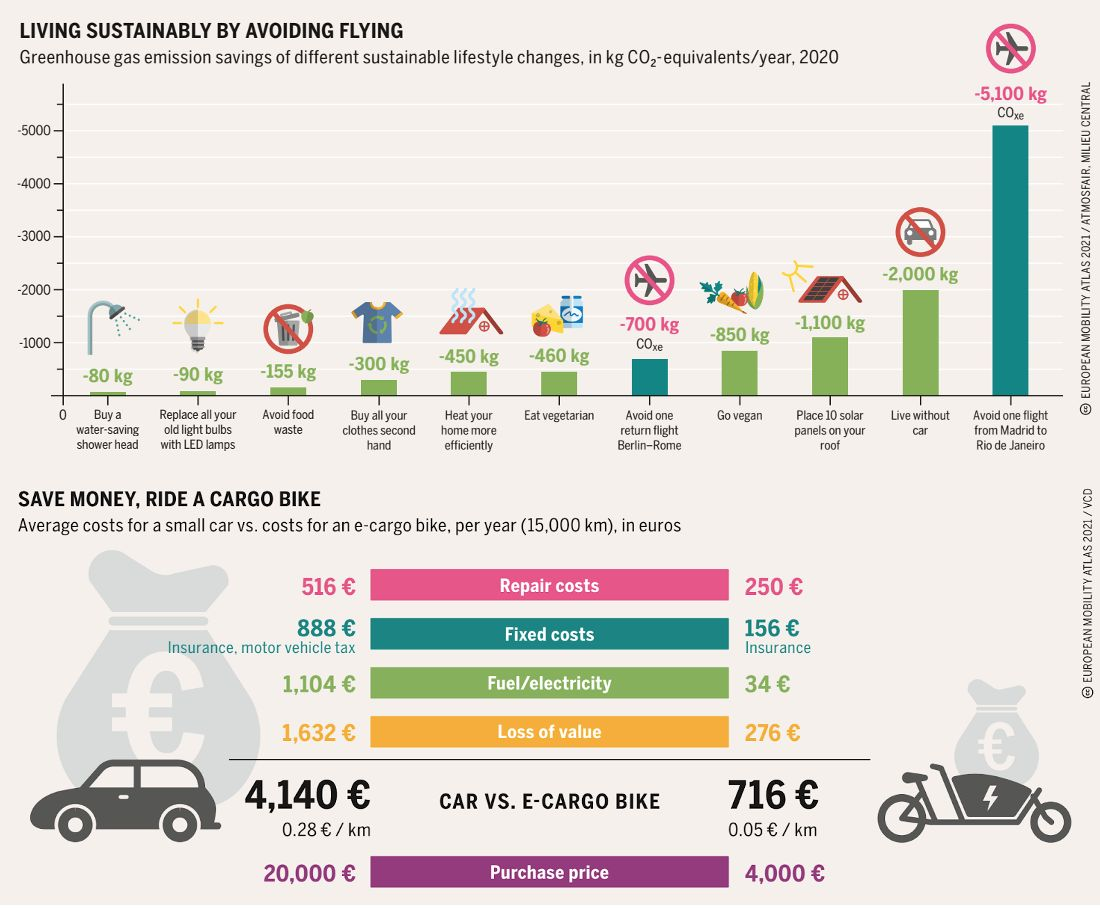
Économies d'émissions de gaz à effet de serre associées à différents changements de mode de vie (en kg équivalent par an). L'utilisation d'ampoules DEL à faible consommation électrique a permis de réduire l'empreinte carbone de l'humanité de 1,5 % en 2017.

- Durée de vie beaucoup plus longue que les lampes à incandescence ou fluorescente, la fin de vie se déclarant par une baisse de rendement progressive. Après 30 000 h de fonctionnement, le rendement aura baissé en moyenne de 30 %[15], à condition que les composants électroniques de l'alimentation restent fonctionnels.
- Faible consommation électrique due à une bonne efficacité lumineuse[16]. Le bon rendement des DEL permet, par exemple, le fonctionnement à partir d'une énergie potentielle gravitationnelle faible comme pour la GravityLight, une lampe sans batterie[17].
- Sécurité de fonctionnement en très basse tension pour certaines (GU4), directement en 230 volts pour les autres (GU10).
- Faible production de chaleur[12].
- Pas de production d’UV[16].
- Possibilité de produire une grande variété de couleurs par l'ajout de DEL de couleurs différentes (souvent rouge, verte et bleue) et par la variation des courants alimentant les différentes DEL[16].
- Grand choix de température de couleur pour les DEL blanches allant du blanc chaud au blanc froid.
- Possibilité d’allumer et d’éteindre rapidement et fréquemment les lampes sans les endommager.
- Pleine puissance lumineuse (généralement moins d'une seconde) après l'allumage, contrairement aux ampoules fluocompactes dites « basse consommation » qui affichent généralement 60 % de la puissance lumineuse au bout de 3 à 60 secondes.
- Impact environnemental plus faible que les lampes fluorescentes, lié notamment à l'absence de polluants comme le mercure. Cependant, l'amélioration de la puissance des DEL repose fréquemment sur l'utilisation d'indium, un métal dont les dérivés sont dangereux pour la santé des ouvriers qui le manipulent[18].

### Inconvénients

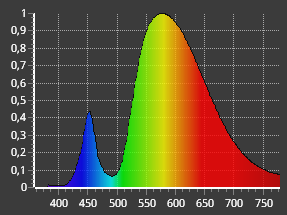
Spectre du rayonnement émis par une lampe à DEL blanche de température de couleur 3135 K en 2015.

Indice de rendu de couleur (IRC) vers l'an 2000Le rendu de couleur des lampes électroluminescentes (comme celui des lampes fluocompactes) est moins bon que celui des lampes à incandescence (traditionnelles et halogènes) dont l’IRC est proche de 100. Au début du siècle, les DEL blanches étaient des DEL bleues dont une partie de la lumière produite était transformée par fluorescence en lumière jaune donnant un spectre moins régulier que celui d'une lampe halogène. Dans de plus rares applications, le blanc était reproduit par trois diodes de couleurs complémentaires ; dans ce cas, l'indice de rendu des couleurs était pire[réf. nécessaire], mais la couleur s'ajustait dans un large gamut pour des effets décoratifs.
On peut douter que les lampes à DEL blanches n'émettent encore, avant transformation, que de la lumière bleue. L'examen visuel du spectre lumineux d'ampoules achetées en 2020 montre un spectre très régulier allant du rouge au vert herbe (vers 520 nm), une forte baisse de luminosité dans le vert sapin (vers 500 nm), une large bande de bleu et pas de violet[réf. nécessaire]. Le diagramme d'émission ci-contre montre la répartition spectrale sur une DEL de 2015.
Effet de la « lumière bleue »Le spectre du rayonnement des lampes électroluminescentes se composait d'une fine raie bleue et d'un ensemble jaune orangé réparti sur une large plage obtenu par fluorescence. Ce principe permet d'obtenir une température de couleur à partir de 2 700 K, ressemblant à celle d'une lampe à incandescence, jusqu'à 6 500 K, ressemblant à la lumière du jour. Ces dernières ont l'avantage d'aviver les couleurs, et ont rencontré un certain succès. Mais, d'une part, un éclairage similaire à la lumière du jour à tout heure du jour et de la nuit a des effets sur le rythme circadien, et d'autre part, la puissance du rayonnement bleu dans une bande étroite, par opposition aux sources où cette puissance est répartie sur une plus large plage, peut avoir, selon certains médecins-ophtalmologues, des effets néfastes sur la rétine. L'Agence nationale de sécurité sanitaire de l'alimentation, de l'environnement et du travail (ANSES, France) « recommande de limiter l'usage des lampes électroluminescentes les plus riches en lumière bleue », c'est-à-dire celles qui se rapprochent le plus de la lumière du jour (« blanc froid »). Ce conseil coïncide avec les résultats de la recherche ancienne, d'Arie Andries Kruithof (en) qui estimait que les éclairements faibles sont plus agréables avec des températures de couleur relativement basses (« blanc chaud »).
Le physicien Sébastien Point met en cause la méthodologie des articles retenus pour affirmer la toxicité des DEL,. Il considère que les travaux pour une meilleure compréhension des effets sanitaires des DEL doivent continuer, mais qu'en l'état actuel des connaissances, le risque est « bien encadré par les normes photobiologiques », sauf en cas d'une maitrise insuffisante des paramètres d'exposition, par exemple dans le cas des lampes torches ou des jouets pour enfants (l’œil de l'enfant collectant plus de lumière que l'œil adulte), ou dans le cadre de certaines pseudo-thérapies comme la chromothérapie,. L'affirmation que le spectre des lampes à DEL est plus dangereux pour les enfants que les spectres des technologies plus anciennes (lampes à filament et fluorescentes), plus riche en ultraviolets, est également discutée. De plus, la brillance des ampoules DEL étant supérieure à celle d'autres ampoules, il est plus désagréable de les regarder directement, ce qui selon Serge Picaud « limite probablement leur toxicité ».
Les lampes électroluminescentes de forte puissance doivent être refroidiesLes jonctions de semi-conducteurs fonctionnent à une température maximale de 120 à 130 °C, au-delà de laquelle elles peuvent être détruites, si un circuit disjoncteur n'intervient pas. Environ la moitié de l'énergie est dissipée en chaleur, à comparer aux 9⁄10 pour les lampes à incandescence. Une lampe de 10 W, équivalent à peu près à 80 W en lampe à incandescence, doit donc évacuer environ 5 W, sans que la diode elle-même ne dépasse la limite de température. Une enveloppe bien conçue permet de le faire pour les faibles puissances, mais pour les fortes puissances, un radiateur encombrant et une ventilation forcée peuvent être nécessaires.
La compatibilité électromagnétique (CEM)Les diodes électroluminescentes fonctionnent à très basse tension. Certains circuits des lampes réduisent la tension d'alimentation par découpage. Certaines lampes « bas de gamme » laissent ces commutations à haute fréquence perturber d'autres appareils, malgré la directive 2004/108/CE sur la compatibilité électromagnétique, en particulier, ceux qui fonctionnent par courants porteurs en ligne, des récepteurs de radio, etc.

### Compatibilité avec les variateurs
Seules les lampes compatibles (dites « dimmable » en anglais) peuvent être utilisées avec un variateur d'intensité.

## Technologies
- Composant monté en surface (CMS ou SMD) : chaque DEL de la lampe se trouve sous forme d'un composant indépendant brasé sur la carte électronique[34].
- Chip-on-board (COB) : les DEL sont directement brasées sur la carte électronique, ce qui permet un meilleur rendement et diminue le coût de production[34].

Types de DEL
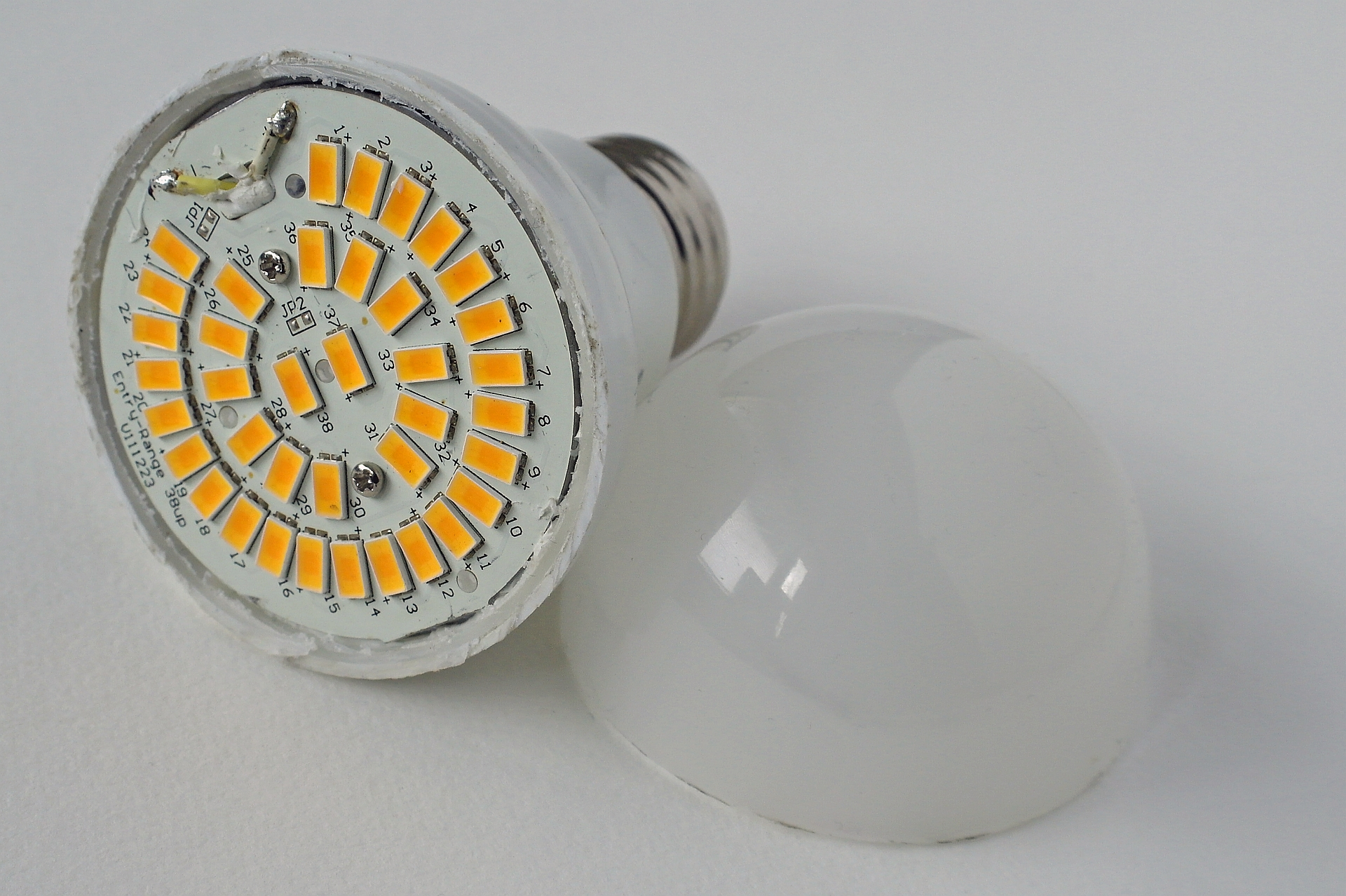
Lampe avec DEL SMD
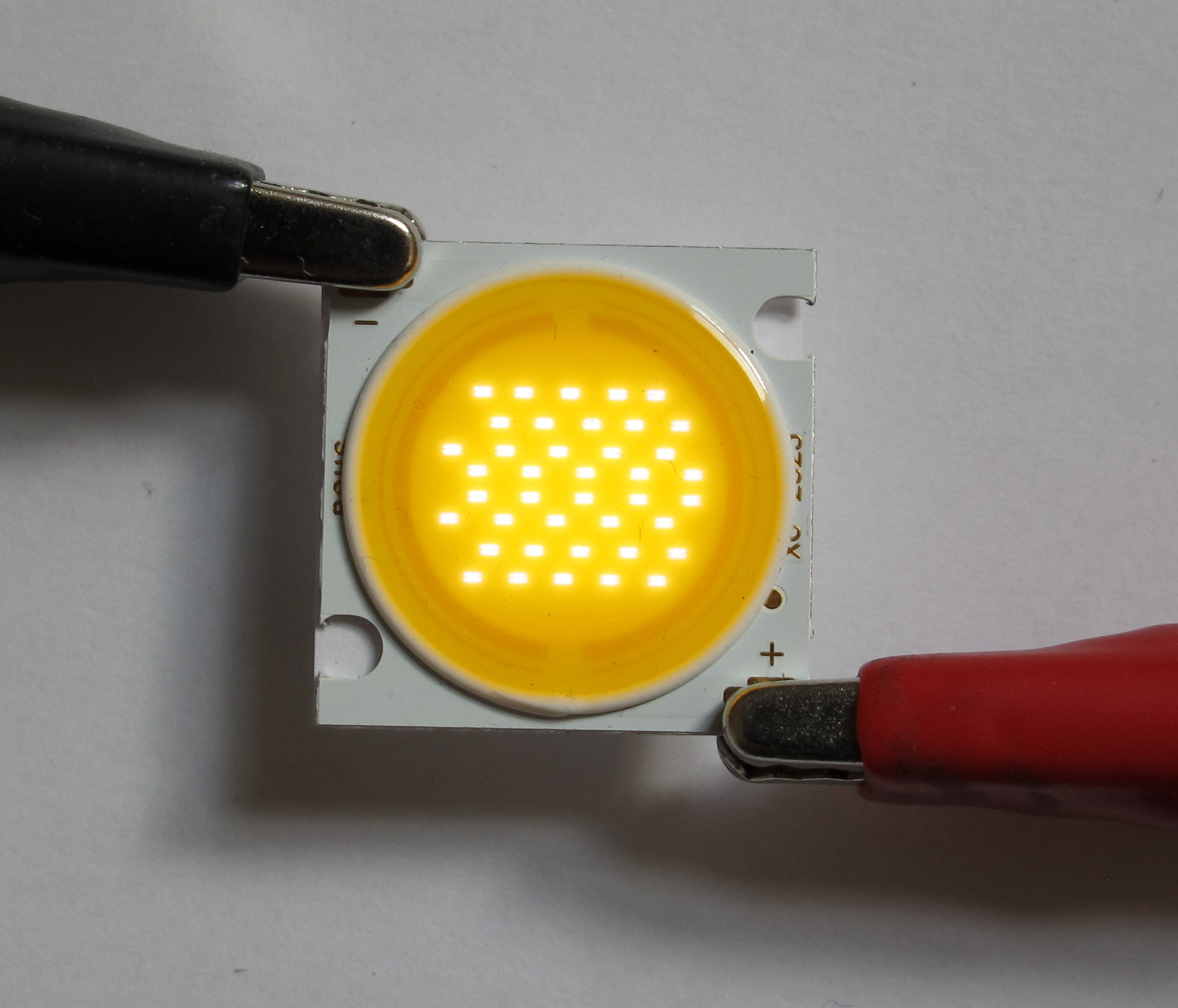
Lampe avec DEL COB sous-alimentée, montrant les DEL intégrées
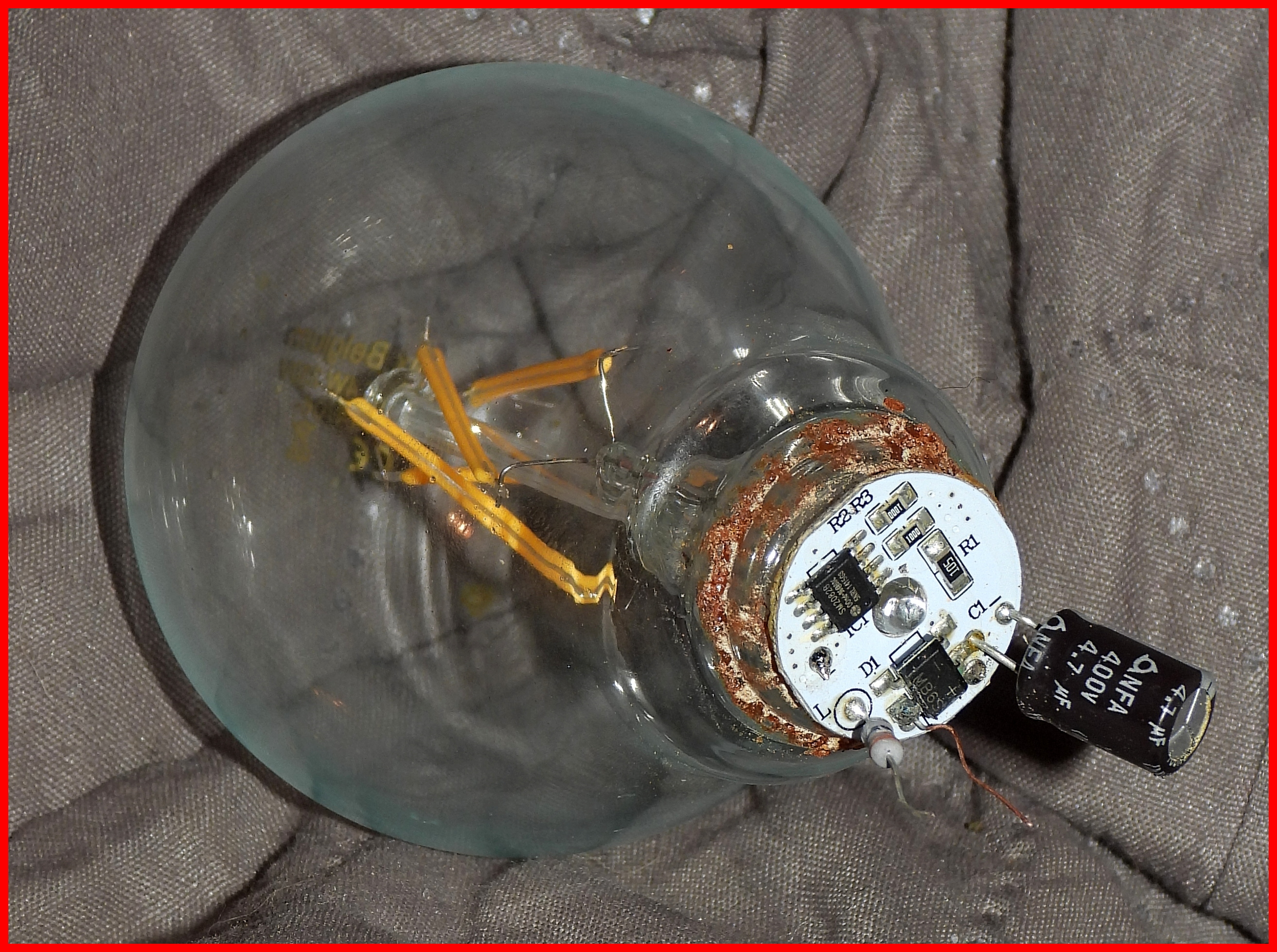
Module de pilotage d'une ampoule DEL E27 220 volts, logé dans une résine dans le culot à vis.

## Comparaison avec les anciennes technologies
Les ampoules à incandescence utilisent 95% de l’énergie qu’elles consomment pour produire de la chaleur. Elles ne nous restituent que 5% de cette énergie sous forme de lumière. À l’inverse, les DEL permettent de produire de la lumière sans émettre de chaleur. Jusqu’à 50% de l’énergie utilisée pour un éclairage DEL nous parvient sous forme lumineuse.
|                                                                                | DEL                   | DEL          | DEL            | DEL         | DEL   | Tube fluorescentT5-HE ( 0.849m) | lampe fluo compacte | Halogène | incan descence |
| Philips ultra efficient (2023)                                                 | EcoSmart clear (2018) | V-TAC (2018) | Philips (2017) | Cree (2019) |       | Tube fluorescentT5-HE ( 0.849m) | lampe fluo compacte | Halogène | incan descence |
| Coût unitaire                                                                  | 7.19                  | 3.29         | 1.79           | 2.54        | 3.93  | 6.44                            | 1.54                | 1.17     | 0.41           |
| Watts                                                                          | 4                     | 6.5          | 9              | 8.5         | 9.5   | 21                              | 14                  | 43       | 60             |
| lumens                                                                         | 840                   | 800          | 806            | 800         | 815   | 2100                            | 775                 | 750      | 860            |
| lumens/watt                                                                    | 210                   | 123,1        | 89,6           | 94,1        | 85,8  | 100                             | 55,4                | 17,4     | 14,3           |
| température de couleur (kelvin)                                                | 3000                  | 2700         | 2700           | 2700        | 2700  | 2700                            | 2700                | 2920     | 2700           |
| Indice de rendu de couleur                                                     | 80                    | 80           | 80+            | 80          | 85    | 90                              | 82                  | 100      | 100            |
| Durée de vie (heures)                                                          | 50000                 | 15000        | 20000          | 10000       | 25000 | 25000                           | 10000               | 1000     | 1000           |
| Durée de vie (années) @ 6 h/jour                                               | 22,8                  | 6,8          | 9,1            | 4,6         | 11,4  | 11.5                            | 4,6                 | 0,46     | 0,46           |
| Coût énergétique sur 20 ans 20 cents/kWh                                       | 36                    | 59           | 81             | 77          | 86    |                                 | 126                 | 388      | 542            |
| Coût d'une ampoule sur 20 ans                                                  | 7                     | 10           | 5              | 13          | 8     |                                 | 8                   | 51       | 18             |
| Coût total sur 20 ans                                                          | $35                   | $56          | $69            | $73         | $75   |                                 | $106                | $355     | $441           |
| Comparaison basée sur une utilisation moyenne de 6 h/jour (43800 h sur 20 ans) |                       |              |                |             |       |                                 |                     |          |                |